# L'Attaque du présent sur le temps qui reste
Pour plus de détails, voir Fiche technique et Distribution.
L'Attaque du présent sur le temps qui reste (titre original : Der Angriff der Gegenwart auf die übrige Zeit) est un film ouest-allemand réalisé par Alexander Kluge sorti en 1985.

## Synopsis
Dans ce film à épisodes, le premier raconte une famille polonaise de gardiens ayant voulu protéger les stocks d'une production cinématographique des envahisseurs allemands. Un autre épisode raconte l'histoire d'un réalisateur aveugle qui a filmé l'opéra Falstaff avec une puissance visuelle imaginative. D'autres épisodes incluent notamment un médecin remplacé par une machine, des scènes filmées d'une représentation théâtrale de Tosca et des séquences de films muets copiées les unes sur les autres.

## Fiche technique
- Titre : L'Attaque du présent sur le temps qui reste
- Titre original : Der Angriff der Gegenwart auf die übrige Zeit
- Réalisation : Alexander Kluge
- Scénario : Alexander Kluge
- Direction artistique : Jürgen Schnell
- Photographie : Hermann Fahr, Werner Lüring, Thomas Mauch
- Son : Josef Dillinger, Olaf Reinke, Georg Otto
- Montage : Jane Seitz
- Production : Alexander Kluge
- Société de production : Kairos-Film, ZDF, Städtische Bühnen Frankfurt (de)
- Société de distribution : Filmwelt Verleihagentur
- Pays de production :  Allemagne de l'Ouest
- Langue : allemand
- Format : Couleur - 1,37:1 - Mono - 35 mm
- Genre : Documentaire expérimental
- Durée : 111 minutes
- Date de sortie :
  - Allemagne de l'Ouest : 31 octobre 1985

## Distribution
- Jutta Hoffmann : Gertrud Meinecke
- Armin Mueller-Stahl : le réalisateur aveugle
- Hans-Michael Rehberg : M. von Gerlach
- Peter Roggisch : le grand chef
- Rosel Zech : la doctoresse
- Maria Slatinaru (ja) : la chanteuse incarnant la Tosca
- Günther Reich : le chanteur incarnant le baron Scarpia, chef de la police
- Piero Visconti : le chanteur incarnant Cavaradossi
- Edgar M. Böhlke (de) : le marchand de ferraille
- Henning Burk (de) : l'employé à domicile
- Alfred Edel : le chercheur de motivation
- André Jung : Max, le chauffeur
- Bernd Schmidt : le reporter
- Claudia Buckler : Elsa, la servante
- Rosemarie Fendel : Mme von Gerlach
- Otto Ferrari : le soldat/le moine
- Rüdiger Leimbach : l'helléniste
- Loni Pampel : l'assistante médicale
- Brigitte Schauder : la femme de la maison
- Stefanie Wüst : la jeune Polonaise
- Rudi Abraham : le père polonais
- Katharina Abraham : la mère polonaise
- Lisa Kuhlen/Paulina Weber : la fille Lisa
- Hans Grimm : le producteur de cinéma
- Gunna Wardena : Mme Gunawarenda avec 3 enfants, l'épouse de l'employé à domicile
- Ilona Doubek : la maîtresse de ballet

## Récompenses
- Deutscher Filmpreis 1986 : ruban d'argent du meilleur film[1].